# Монастирецька сільська рада (Городоцький район)
Монастирецька сільська рада  — колишній орган місцевого самоврядування у Городоцькому районі Львівської області з центром у с. Монастирець.

## Загальні відомості
Історична дата утворення: в 1939 році. Водоймища на території, підпорядкованій даній раді: річка Дністер.

## Населені пункти
Сільраді були підпорядковані населені пункти:
- с. Монастирець
- с. Мости
- с. Поляна
- с. Тершаків

## Склад ради
- Сільський голова: Федишин Надія Михайлівна
- Секретар сільської ради: Косаняк Марія Михайлівна
- Загальний склад ради: 12 депутатів

### Керівний склад ради
| ПІБ                      | Основні відомості                                                 | Дата обрання | Дата звільнення |
| ------------------------ | ----------------------------------------------------------------- | ------------ | --------------- |
| Федишин Надія Михайлівна | Сільський голова, 1968 року народження, освіта, позапартійна      | 26.03.2006   | 31.10.2010      |
| Федишин Надія Михайлівна | Сільський голова, 1968 року народження, освіта вища, позапартійна | 31.10.2010   |                 |

Примітка: таблиця складена за даними джерела

### Депутати
Результати місцевих виборів 2010 року за даними ЦВК
| № зп                                                | № округу                                            | Прізвище, ім'я, по батькові                         | Дата визнання обраним                               | Відомості про обраного депутата                                                                               |
| Політична партія Всеукраїнське об'єднання «Свобода» | Політична партія Всеукраїнське об'єднання «Свобода» | Політична партія Всеукраїнське об'єднання «Свобода» | Політична партія Всеукраїнське об'єднання «Свобода» | Політична партія Всеукраїнське об'єднання «Свобода»                                                           |
| --------------------------------------------------- | --------------------------------------------------- | --------------------------------------------------- | --------------------------------------------------- | --- |
| 1                                                   | 1                                                   | Бокало Андрій Володимирович                         | 02.11.2010                                          | Освіта середня, член Всеукраїнського об'єднання «Свобода», тимчасово не працює                                |
| 2                                                   | 2                                                   | П'єх Іванна Володимирівна                           | 02.11.2010                                          | Освіта середня, член Всеукраїнського об'єднання «Свобода», Комунальне підприємство «Комарик», продавець       |
| 3                                                   | 5                                                   | Шпить Ганна Миколаївна                              | 02.11.2010                                          | Освіта вища, член Всеукраїнського об'єднання «Свобода», Монастирецька загальноосвітня школа І-ІІ ст., вчитель |
| 4                                                   | 8                                                   | Курмило Петро Григорович                            | 02.11.2010                                          | Освіта середня спеціальна, член Всеукраїнського об'єднання «Свобода», тимчасово не працює                     |
| Самовисування                                       |                                                     |                                                     |                                                     | |
| 1                                                   | 3                                                   | Тимців Мирослав Михайлович                          | 02.11.2010                                          | Освіта середня, позапартійний, тимчасово не працює                                                            |
| 2                                                   | 4                                                   | Філь Ганна Казимирівна                              | 02.11.2010                                          | Освіта вища, позапартійна, фельдшерсько-акушерський пункт с. Монастиець, фельдшер                             |
| 3                                                   | 6                                                   | Кордіяка Іван Олексійович                           | 02.11.2010                                          | Освіта середня спеціальна, позапартійний, Народний дім с. Монастирець, художній керівник                      |
| 4                                                   | 7                                                   | Косаняк Марія Михайлівна                            | 02.11.2010                                          | Освіта середня, позапартійна, Монастирецька сільська рада, секретар виконкому                                 |
| 5                                                   | 9                                                   | Сех Мар'ян Петрович                                 | 02.11.2010                                          | Освіта середня спеціальна, член Політичної партії «Наша Україна», ТЗОВ «Дністер», заступник директора         |
| 6                                                   | 10                                                  | П'єх Іван Іванович                                  | 02.11.2010                                          | Освіта середня спеціальна, позапартійний, тимчасово не працює                                                 |
| 7                                                   | 11                                                  | Бокало Мар'ян Петрович                              | 02.11.2010                                          | Освіта середня, позапартійний, тимчасово не працює                                                            |
| 8                                                   | 12                                                  | Дністрянська Галина Йосипівна                       | 02.11.2010                                          | Освіта середня, позапартійна, Монастирецьке відділення зв'язку, листоноша                                     |